# 马文革 (政治人物)
马文革（1966年11月—），山西省柳林县人，毕业于山西财经大学、中国社会科学院研究生院，中华人民共和国政治人物。原中国共产党吕梁市委员会常务委员、中国共产党孝义市委员会书记。

## 生平
1966年11月，马文革出生在山西省柳林县。1983年9月考入山西财经大学企业管理系企业管理专业，1987年7月毕业后分配至山西经济日报社农村部、财贸部任记者，1991年10月任国际经济部副主任，翌年10月任财贸部副主任，1993年5月晋升财贸部主任，1998年1月任编委兼新闻采编中心主任。
2000年12月，马文革进入政界，出任中国共产党山西省委员会政策研究室党刊编辑室副处级干部，2002年2月任编辑室副主任，2004年8月晋升编辑室主任；2010年12月晋升政策研究室副主任、机关纪委书记。马文革曾参加北京大学、美国哥伦比亚大学、英国伦敦政治经济学院、法国巴黎政治学院第6期公共管理高级培训班为期2个月的学习。
2015年3月，马文革晋升中国共产党吕梁市委员会常务委员、中国共产党孝义市委员会书记，直到2018年7月遭到免职。

### 落马
2018年5月18日，马文革涉嫌“严重违纪违法”接受山西省纪委监委纪律审查和监察调查。7月2日，马文革遭到免职处分，李真接任中国共产党孝义市委员会书记。8月，纪委和监察委员会对马文革严重违纪违法问题进行纪律审查和监察调查，并且作出“双开”处分。
马文革的前任张旭光因严重违纪违法留党察看一年、降职三级调研员。马文革的下属郭保平（孝义市市长）2018年3月遭到“双开”。